# Cours Mirabeau
Der Cours Mirabeau ist ein Boulevard und eine der Hauptachsen im Stadtzentrum der französischen Universitätsstadt Aix-en-Provence. Er führt in Ost-West-Richtung vom Place du Général du Gaulle bis zum Place Forbin. Der Cours Mirabeau stellt die touristische Flaniermeile der Stadt dar und verbindet das südliche Quartier Mazarin mit der nördlichen Altstadt.

## Geschichte
Der Cours Mirabeau ist nach dem Schriftsteller und Politiker Graf Gabriel-Honoré de Mirabeau benannt, der 1789 von den Bürgern der Stadt zum Abgeordneten des Dritten Standes in den Generalständen gewählt wurde. Vor ihrer Entstehung befand sich an dieser Stelle die alte Stadtmauer und der Hinrichtungsplatz von Aix. Der Cours wurde 1651 angelegt und trug ursprünglich den Namen Cours à carosses. Anfänglich diente der Cours ausschließlich der Repräsentation, auf dem nur die Kutschen der Adligen verkehren durften. Es durften weder Geschäfte eröffnet werden, noch Maultierkarren oder Handwagen auf der Allee fahren. Im achtzehnten Jahrhundert entwickelte sich der Cours zu einer ansehnlichen Flaniermeile. 1792 eröffnete das berühmte Café Les Deux Garçons. 1876 bekam die Allee ihren heutigen Namen.

## Sehenswürdigkeiten
Die Platanenallee mit den charakteristischen vermoosten Brunnen auf der Mittelachse wird von prächtigen und vornehmen Gebäuden aus dem siebzehnten und achtzehnten Jahrhundert gesäumt. An der Südseite befinden sich reich dekorierte Adelspaläste und alte Stadthäuser, in denen heute Banken, Confiserien und ein Teil der Universität untergebracht sind. Viele davon tragen schmiedeeiserne Balkone, die von Karyatiden, Atlanten oder Festonen mit Fruchmotiven gestützt werden.  An der nördlichen Seite reihen sich Cafés, Restaurants, Buchläden und Boutiquen.

### Les Deux Garçons

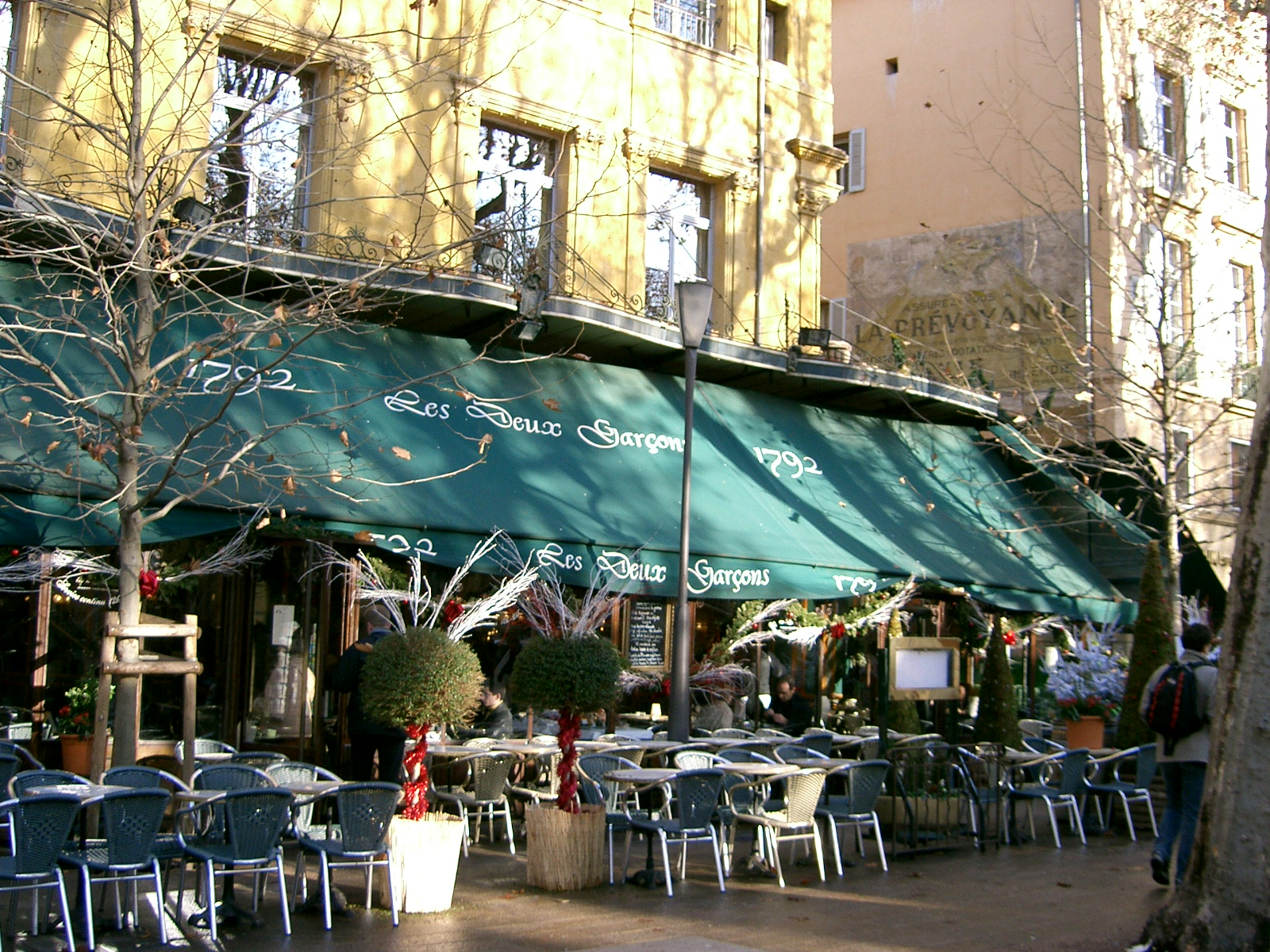
Café Les Deux Garçons

Das renommierte Café Les Deux Garçons befindet sich im östlichen Abschnitt an der Rue Fabrot und ist etwa so berühmt wie das Caffè Florian in Venedig oder das Café de Flore in Paris. Es galt als Treffpunkt vieler bekannter Literaten und Künstler wie etwa Émile Zola, Paul Cézanne, Jean Giraudoux, Blaise Cendrars oder Jean Cocteau.

### Stadthäuser

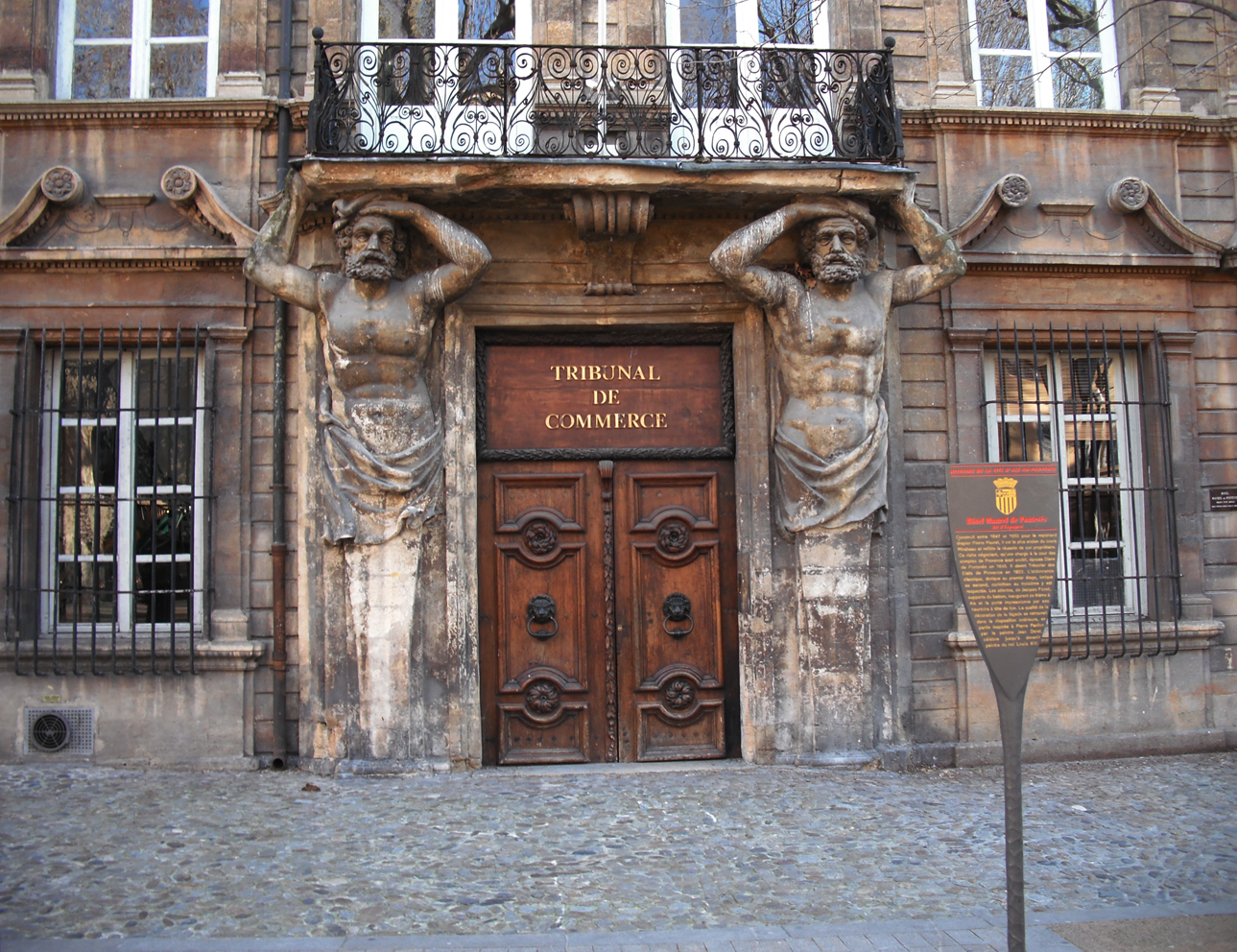
Atlanten vor dem Hôtel Maurel de Pontevès (Nr. 38)

- Nr. 10: Das Hôtel d’Entrecasteaux ist durch einen Mordfall berühmt geworden. 1782 durchschnitt hier der Ehemann die Kehle der Marquise d’Entrecasteaux, um seine Mätresse heiraten zu können.[1]
- Nr. 16: Im Hôtel de Mougins-Roquefort lebte Honoré de Mirabeaus Großvater Jean-Antoine du Riquette, der den Spitznamen Col d’Argent („Silberkragen“) trug, da er aufgrund einer Kriegsverletzung seinen Hals mit einer kostbaren Halskrause stützte.[1]
- Nr. 20: Das Hôtel de Forbin ist das größte Stadthaus im Cours Mirabeau[3] und wurde 1656 von Pierre Pavillon erbaut. Der Balkon mit seinem schmiedeeisernen Gitter wird von kunstvoll in Stein gehauenen Blättern gestützt. Auf dem Eckpfeiler des Hauses steht eine Jungfrauenstatue.
- Nr. 38: Das älteste Stadthaus der Allee ist das Hôtel Maurel de Pontevès.[3] Es wurde 1647 von Jean Lombard erbaut. Der Balkon wird von zwei großen Atlanten getragen.
- Nr. 55: Ein altes Ladenschild mit der Aufschrift Chapellerie Cézanne du Cours Mirabeau, gros et détail weist darauf hin, dass hier der Vater von Paul Cézanne 1825 ein Hutgeschäft führte.[3]

### Brunnen
- Die Fontaine de la Rotonde entstand 1860 und befindet sich in der Mitte des Place du Général du Gaulle (ehemals Place de la Rotonde) im Zentrum des Boulevardrings, der die Innenstadt umgibt.
- Die Fontaine des Neuf-Canons entstand 1691.
- Aus der mit Moos überwucherten und 1667 entstandenen Fontaine Moussue sprudelt 34° warmes Thermalwasser.[2]
- Die Fontaine du Roi René befindet sich auf dem Place Forbin, wo auch die Statue des Königs René I. steht. Der König hält in seiner Hand eine Muskatellertraube, die er angeblich in der Provence eingeführt haben soll.[3]

Brunnen auf dem Cours Mirabeau
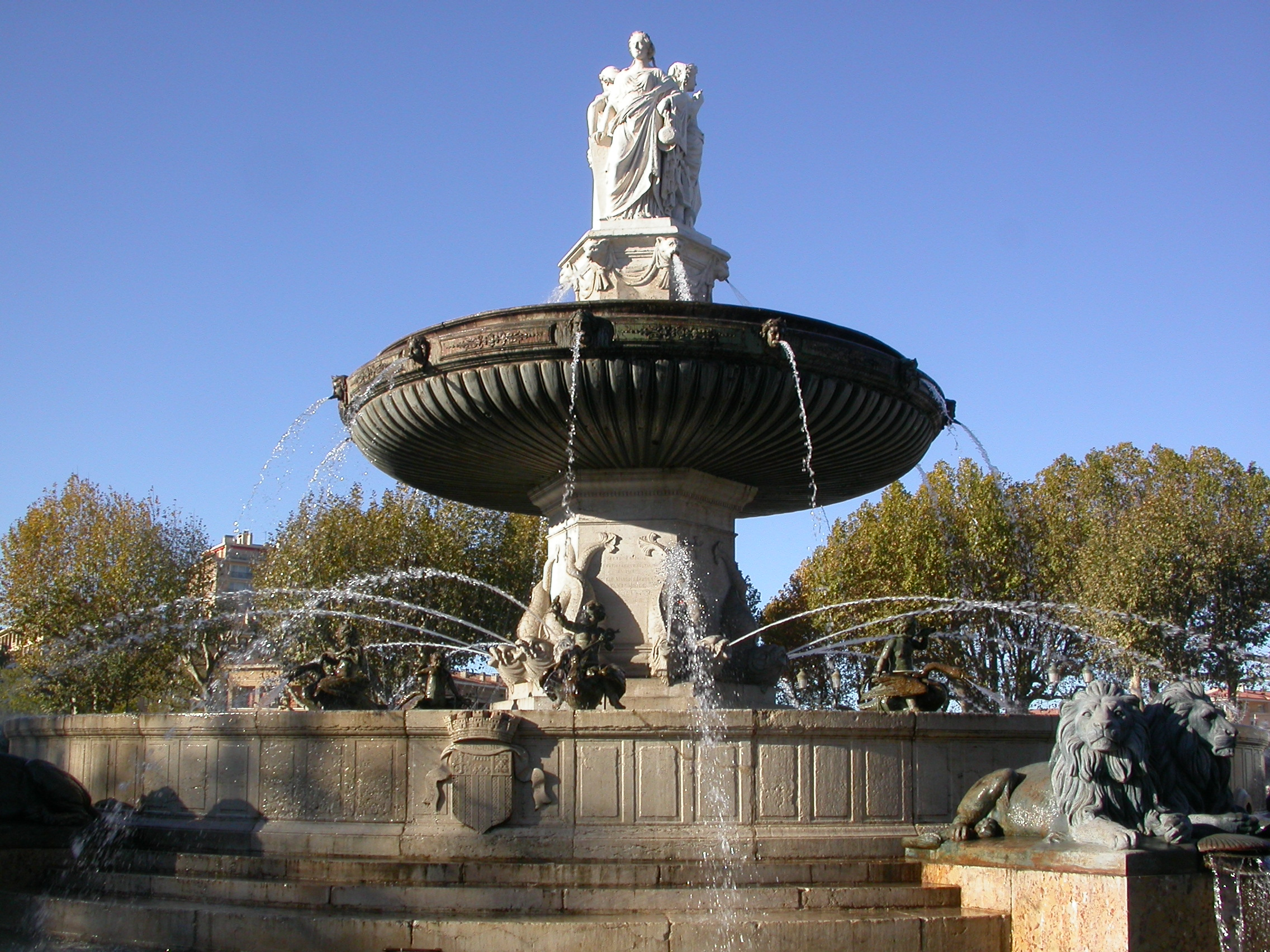
Fontaine de la Rotonde
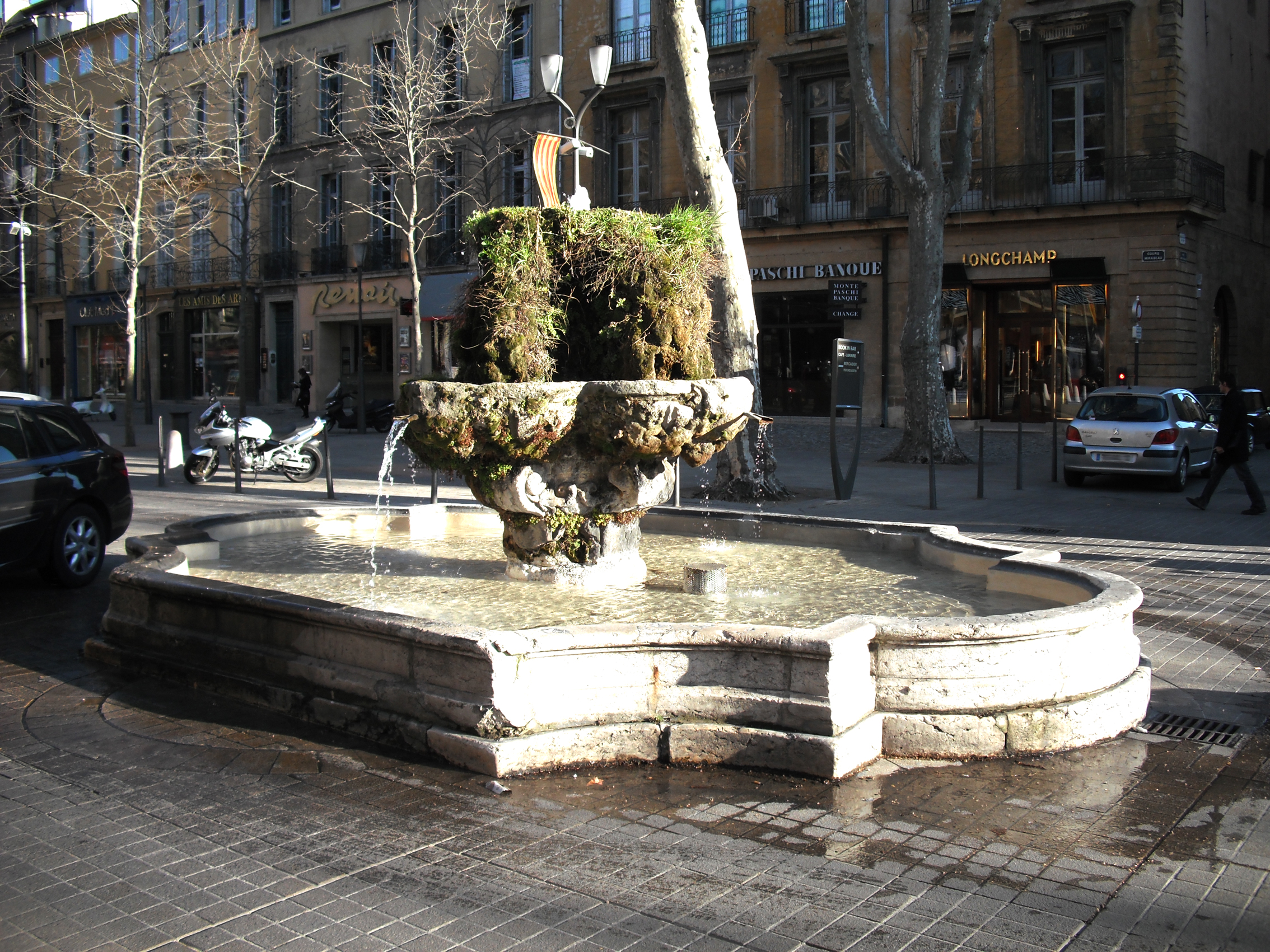
Fontaine des Neuf-Canons
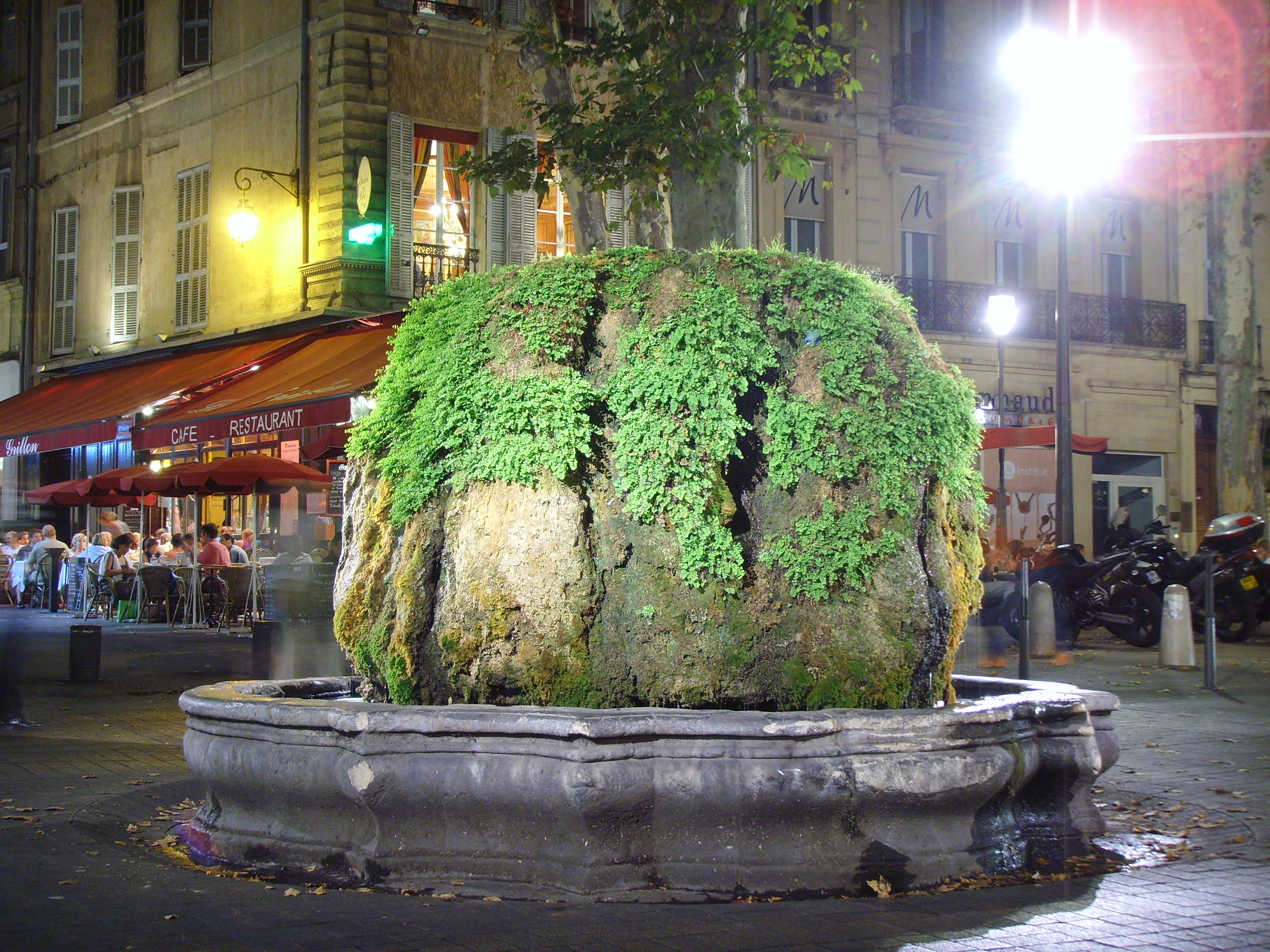
Fontaine Mossue
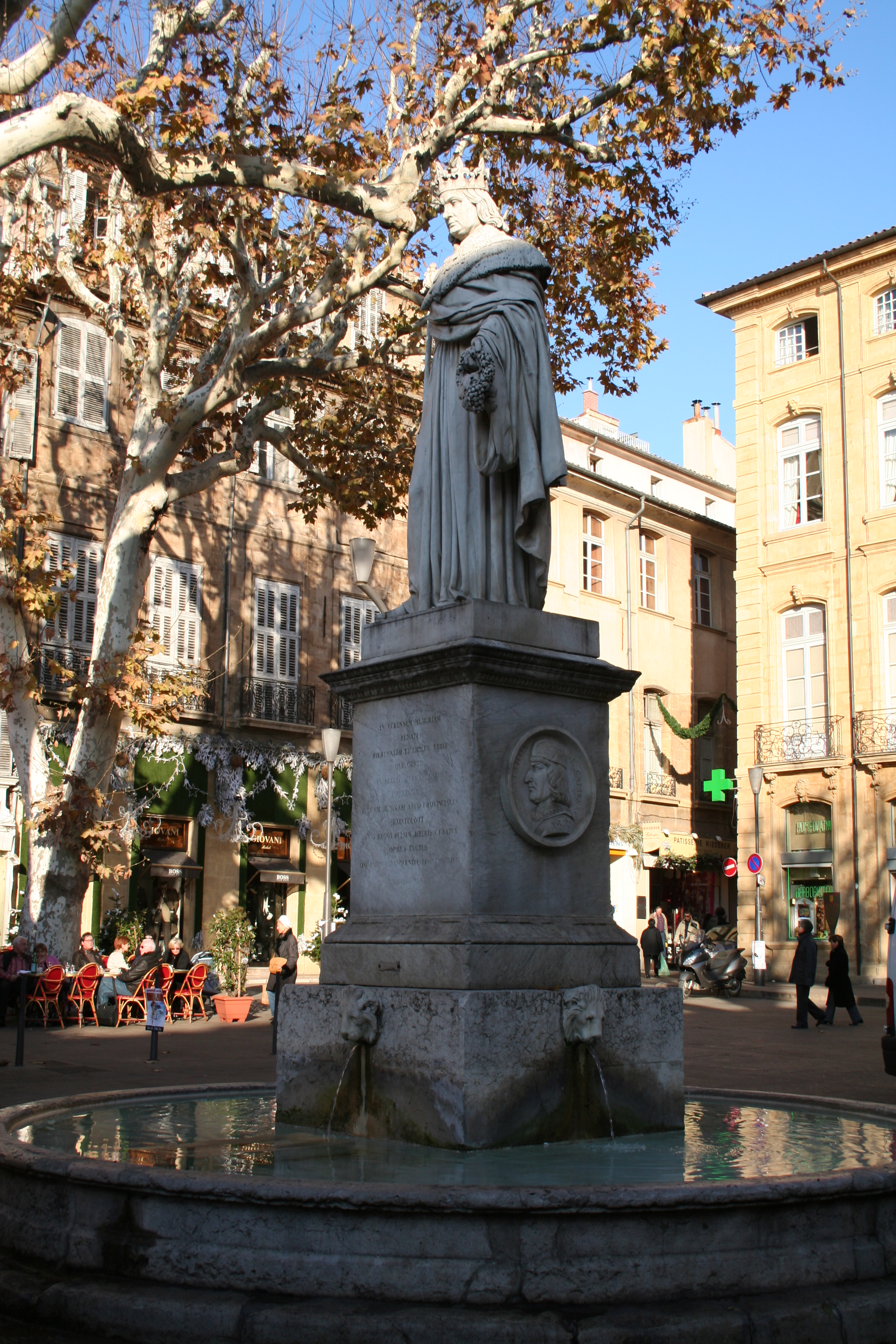
Fontaine du Roi René mit Statue